# Stegosauridae

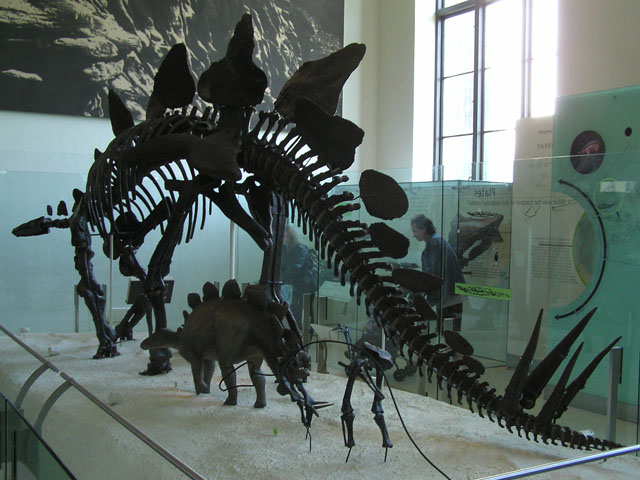
Stegosaurus

Stegosauridae är den största av de två familjerna i infraordningen Stegosaurida. De uppkom vid slutet av jura-perioden och dog ut tillsammans med resten av dinosaurierna.
Det var en stor familj med 17 släkten varav den mest kända, som gett upphov till familjenamnet, var Stegosaurus.
Stegosauriderna hade sin guldålder vid skiftet mellan jura och krita. De härstammade från den primitivare familjen Huayangosauridae, som ibland räknas till samma familj.
Man har hittat lämningar från Stegosaurider i Asien, Indien, Europa, Afrika och i Nordamerika.

## Släkten
- †Changdusaurus
- †Chialingosaurus
- †Chungkingosaurus
- †Craterosaurus
- †Dacentrurus
- †Diracodon = Stegosaurus
- †Doryphosaurus = Kentrosaurus
- †Gigantspinosaurus
- †Hesperosaurus
- †Hypsirophus = Stegosaurus
- †Jiangjunosaurus
- †Kentrosaurus
- †Kentrusaurus = Kentrosaurus
- †Lexovisaurus
- †Loricatosaurus
- †Miragaia
- †Monkonosaurus
- †Omosaurus = Dacentrurus
- †Paranthodon
- †Stegosaurus
- †Tuojiangosaurus
- †Wuerhosaurus
- †Yingshanosaurus